# Смирнов, Олег Владимирович
Олег Владимирович Смирнов (род. 25 февраля 1953, Новосибирск) — советский хоккеист, нападающий.

## Биография
Воспитанник новосибирской «Сибири», в сезоне 1970/71 дебютировал за команду в высшей лиге, проведя четыре матча. Следующий сезон отыграл за «Сибирь» в первой лиге. В дальнейшем играл за «Спартак» Москва (1972/73), СКА МВО (1973/74 — 1974/75), «Станкостроитель» Рязань (1975/76), «Кристалл» Саратов (1976/77 — 1981/82), «Буран» Воронеж (1981/82), «Химик» Энгельс (1982/83 — 1983/84), любительский «Спартак» Архангельск (1983/84 — 1984/85, 1989/90).
Серебряный призёр чемпионата Европы среди юниорских команд 1972 года.